# La Monnerie-le-Montel
La Monnerie-le-Montel è un comune francese di 2 030 abitanti situato nel dipartimento del Puy-de-Dôme nella regione dell'Alvernia-Rodano-Alpi.

## Società

### Evoluzione demografica
Abitanti censiti